# Климчук Михайло Сергійович
Михайло Сергійович Климчук (рос. Михаил Сергеевич Климчук; 9 квітня 1988, м. Хабаровськ, СРСР) — російський хокеїст, лівий нападник. Виступає за «Аріада-Акпарс» (Волжськ) у Вищій хокейній лізі.
Вихованець хокейної школи «Амур» (Хабаровськ). Виступав за: «Амур» (Хабаровськ), «Єрмак» (Ангарськ), ХК «Рязань».